# HomePlug Powerline Alliance
HomePlug Powerline Alliance (HomePlug) はアメリカ合衆国における電力線搬送通信の業界団体である。約50の企業が参加し、電力線搬送通信の仕様を定義している。HomePlug 1.0とHomePlug AVという2種類の仕様があり、家庭内での電力線で各種機器を接続するのに使われる。HomePlug準拠の製品をさらにイーサネット、USB、IEEE 802.11などでパーソナルコンピュータと接続する。HomePlug準拠製品同士は単に壁のコンセントに接続するだけで相互に接続される。HomePlugの発生する高周波が各種機器に悪影響を及ぼす可能性があるため、HomePlug製品は延長コードなどを使わずに直接壁のコンセントに接続するのが望ましい。

## 概要
信号がユーザーの自宅やオフィスの外まで若干漏れる可能性があるため、他のネットワーク規格と同様、HomePlugには暗号化パスワードを設定する機能がある。他のネットワーク機器と同様、HomePlug機器の多くは Secure by default（デフォルト設定でセキュリティが確保されている）である。HomePlug規格では全ての機器にデフォルトの外部パスワードが設定される（同じものでもよい）。ユーザーはこのパスワードを変更する必要がある。
HomePlugネットワークでのパスワード設定処理を単純化するため、各機器には組み込みのマスターパスワードがあり、製造時に無作為に選択されて機器内に書き込まれ、暗号化パスワードの設定時にのみ使用される。マスターパスワードは機器上のラベルに印刷されている。
HomePlugでの暗号化はHomePlug機器間でのみ行われ、HomePlug機器に別の機器を接続する部分では暗号化されない（もちろん、TLSやIPsecのような上位プロトコルでの暗号化が使われている場合は別である）。
透過なブリッジとして働くため、HomePlug機器に接続したコンピュータは特別なデバイスドライバなどを必要としない。ただし、一部のベンダーはWindows向けにパスワード設定ユーティリティを提供している。逆に言えばこの場合、暗号化を開始するにはWindowsの動作するコンピュータを必要とする。一旦暗号化パスワードが設定されれば、Windowsは不要になるので、必要ならノート型パソコンを借りてきて設定することもできる。
北米での家庭やオフィスに供給される電力線では、コンセントの約半分が位相の問題で相互に通信できない（単相3線式）。このため、部屋によってはHomePlugを使えない場合がある。
HomePlugはイーサネットをバス型トポロジーに戻すものと言え、CSMA/CDの本来の姿であり、場合によっては非常に好ましい。これは同じ線対に複数のデータ搬送波を共存させるOFDMによって実現されている。

## 現存の規格と予定されている規格
HomePlug Powerline Allianceは以下の規格を定義してきた。
- HomePlug 1.0 — 2001年6月リリース — 家庭内の電力線を通して機器を接続する仕様。理論上の速度は14Mbps。
- HomePlug 1.0 Turbo — 高速だが非公式の仕様。理論上の速度は85Mbps。
- HomePlug AV — 2005年12月リリース — HDTVやVoIPを転送する仕様。理論上の速度は200Mbps。
- HomePlug Access BPL (BPL) — 開発中 — 外の電力線を通信に使用する仕様。ワーキンググループが検討中。
- HomePlug Command & Control (HPCC) — 開発中 — 低速で安価な技術であり、家庭内の照明、空調、その他の各種機器の制御を行うための仕様。

### 1.0
HomePlug 1.0は最高14Mビット/秒の半二重である。
85Mビット/秒 の機器をHomePlug 1.0と間違っているケースが多い。85MbpsのTurboモードにはIntellonの独自の技術が使われている。混同される原因は、IntellonのINT5500チップセットがTurboモードだけでなくHomePlug 1.0とも互換性があり、TurboモードもHomePlug 1.0 Turboと非常によく似た名前で呼ばれているためである。

### AV
HomePlug AVは最高200Mビット/秒の半二重である。HomePlug 1.0の機器とHomePlug AVの機器は何らかのブリッジを置かないと相互に通信できないが、同じケーブル上に共存することは可能である。誤り検出訂正にはターボ符号を採用。

### BPL
現在策定中のHomePlug BPLは、いわゆるラストワンマイルを実現する電力線搬送通信である。

### Command & Control
Command & Controlは、空調や暖房の制御を行うもので低速で安価な点が特徴である。

### 相互運用性
HomePlug Powerline AllianceはHomePlug準拠製品の認証を行っている。認証マークを付与された機器は相互運用可能とされる。ソニー、三菱電機、パナソニックが北米で新たに結成したCEPCAは170Mビット/秒の速度を電力線で実現しようとするもので、HomePlugとの相互運用はできない。
HomePlugはライバル団体でもあるHD-PLC AllianceやUPAと共にIEEE P1901の開発に関与している。これにより、将来的に電力線搬送通信の規格が統一される可能性も残されている。

## HomePlug機器
日本で入手可能、あるいは過去に入手可能だったものを以下に挙げる。
- TP-Link - TL-PA4010、TL-WPA4220
- シャープ - HN-VA10S、HN-VA40S
- ゼクセロン - ZAX-100NS、ZAX-100NW
- 住友電工
- ザイセル - PLA-400
- ハロッズ - HP7050/S
- NTTネオメイト - SN-200HP